# Wegea
Wegea is een monotypisch geslacht van schimmels in de orde Arthoniales. Het bevat alleen de soort Wegea tylophorelloides. De familie is nog niet eenduidig bepaald (incertae sedis). 